# 魔藥之書
《魔藥之書》，又名《神奇之書：魔藥之書》，是倫敦工作室與J·K·羅琳、華納兄弟互動娛樂合作開發的哈利波特系列遊戲，為神奇之書首部作品《咒語之書》的續作。《魔藥之書》於2013年11月15日在歐洲推出，2013年11月12日在北美推出。

## 故事
《魔藥之書》設定為16世纪巫師齊格蒙特·巴奇所寫的一本書。巴奇是一位才華洋溢的魔藥學家，14歲離開霍格華茲後，搬到了外赫布里底群岛的赫梅特拉島繼續鑽研魔藥學。
巴奇過世約五百年後，一名霍格華茲學生輾轉得到了《魔藥之書》，發現齊格蒙特·巴奇的部分人格仍然活於書頁之中。在巴奇的指導下，這名學生逐漸熟悉了魔藥學這門學問。學生成功為巴奇的家庭小精靈調配出初級燙傷治療魔藥之後，他們進入了巫師學校魔藥錦標賽，此為全世界巫師學生之間七年一度的魔藥比賽。在齊格蒙特·巴奇的幫助下，這名學生調配出了各種魔藥，而在學生調配並飲用幸運魔藥福來福喜後，他們成功獲得了金大釜。從此，學生便用金大釜來製作自己的新魔藥。找到罕見的材料後，學生調配出了「潛能魔藥」，飲用後能力會抵達巔峰。
剛開始，巴奇瘋狂地渴望金大釜，但隨着學生的魔藥調配技巧越來越好、發現自己對魔藥越來越有熱情，巴奇揭開了當年離開霍格華茲的真相：巴奇還是在校生時，詢問校長他是否能參加巫師學校魔藥錦標賽，卻因為比最低參賽年齡低了三歲，參加比賽太過危險而被拒絕了。巴奇無法接受，立即離開學校以示抗議，以至於到了參賽年齡還是無法參加錦標賽。學生赢得了金大釜後，巴奇的靈魂感到平静，他真心祝賀學生獲得金大釜、調配出潛能魔藥。 巴奇說，他不會再帶給任何人麻煩了，接著便離開了學生，讓學生去見支持者。

## 玩法
《魔藥之書》與《咒語之書》的玩法幾乎相同，PlayStation Eye呈現書籍及其特效，PlayStation Move則控制魔杖、小刀、研缽等工具。《魔藥之書》跟前作一樣，玩家需要選擇霍格華茲學院中的一所、三支魔杖的其中一支。假如玩家有Pottermore帳號，連結帳號後遊戲會匯入玩家在Pottermore的學院和魔杖資料。
《魔藥之書》有七個章節，每個章節的重點都放在特定的魔藥上，而章節架構大致相同：魔藥及其材料介紹、收集材料、調配魔藥、用魔藥在巫師學校魔藥錦標賽晉級。在收集材料的過程中，發現某些隱藏的生物就能在「混合模式」中解鎖特定材料。「混合模式」可以混合材料來自由調配和創作魔藥。

## 評價
根據Metacritic的39則評論，《魔藥之書》的評價為「褒貶不一」。評論家認為，《魔藥之書》沒能給出難忘的體驗；也有評論家認為，《魔藥之書》很適合年輕的哈利波特迷。《Outcyders》給予了3.5/5的評分，伊恩‧莫里斯認為哈利波特書迷會喜歡這款遊戲，遊戲有很多漂亮的小細節，但是小遊戲很棘手，還有一些奇怪的故障。
《每日電訊報》的作家安迪·羅伯遜給予了好評，指出與《咒語之書》比起來，《魔藥之書》的互動更多，而且清晰的引導讓玩家推進遊戲更容易，更本能。